# Toensbergia
Toensbergia Bendiksby & Timdal – rodzaj grzybów z klasy miseczniaków (Lecanoromycetes).

## Systematyka i nazewnictwo
Pozycja w klasyfikacji według Index Fungorum: Sporastatiaceae, Rhizocarpales, Lecanoromycetidae, Lecanoromycetes, Pezizomycotina, Ascomycota, Fungi.
Synonimy nazwy naukowej: Varicellariomyces Cif. & Tomas.
Gatunki:
- Toensbergia blastidiata T. Sprib. & Tønsberg 2020
- Toensbergia geminipara (Th. Fr.) T. Sprib. & Resl 2020 - tzw. otwornica bliźniacza
- Toensbergia leucococca (R. Sant.) Bendiksby & Timdal 2013

Nazwy naukowe na podstawie Index Fungorum. Nazwa polska według W. Fałtynowicza. Jest niespójna z aktualną nazwą naukową.